# Нигер на летних Олимпийских играх 1968
Нигер принимал участие в Летних Олимпийских играх 1968 года в Мехико (Мексика) во второй раз за свою историю, но не завоевал ни одной медали.